# Hear What I Say
A Hear What I Say C. C. Catch holland-német popénekesnő ötödik és egyben utolsó stúdióalbuma. Az album a Metronome kiadónál jelent meg, elkészítésénél az énekesnő korábbi producere, Dieter Bohlen már nem volt jelen, így a dalokat Andy Taylor, Dave Clayton és Jo Dworniak írta és hangszerelte. Az albumról két kislemez jelent meg. Az album a német slágerlista 75., míg a spanyol lista 46. helyéig jutott.

## Számlista
LP album
Német megjelenés (Metronome 841 609-1)
1. Midnight Hour – 4:35
2. Big Time – 3:51
3. Love Away – 4:12
4. Give Me What I Want – 3:47
5. I’m Gonna Miss You – 5:40
6. Backgirl – 3:31
7. Can’t Catch Me – 3:51
8. Hear What I Say – 3:49
9. Nothing’s Gonna Change Our Love – 3:50
10. Feels Like Heaven – 5:20

## Közreműködők
- Michael Behr – borítóterv
- Simon Napier-Bell – menedzsment
- Ian Cooper – maszterelés
- Keith Harris – fodrász
- Sara Raeburn – smink
- Peta Hunt – stylist
- Brian Aris – borítófotók
- Andy Taylor, Dave Clayton, Jo Dworniak – producerek
- C. C. Catch, Dave Clayton, Jo Dworniak – szöveg

## Slágerlistás helyezések
| Slágerlista 1989 | Legmagasabb helyezés |
| ---------------- | -------------------- |
| Németország      | 75                   |
| Spanyolország    | 46                   |

## Midnight Hour
A Midnight Hour című kislemez a második és egyben utolsó kislemez a Hear What I Say albumról. A dal nem ért el különösebb sikert, így slágerlistás helyezést sem.

### Számlista
12" maxi
Német kiadás (Metronome 873 587-1) 
1. Midnight Hour – 6:58 (remix: Keith Cohen)
2. Midnight Hour (Dub Version) – 7:05
3. Midnight Hour (7" Version) – 3:58

CD kislemez
Német kiadás (Metronome 873 587-2)
1. Midnight Hour – 6:58 (remix: Keith Cohen)
2. Midnight Hour (Dub Version) – 7:05
3. Midnight Hour (7" Version) – 3:58